# Корейська визвольна армія
Корейська визвольна армія, також відома як Корейська армія відновлення (кор.: хангиль: 한국 광복군, ханча: 韓國 光復軍) — збройні сили Тимчасового уряду Республіки Корея, засновані 17 вересня 1940 року в Чунціні, Республіка Китай, за значної фінансової та кадрової підтримки з боку Гоміньдану. Армія брала участь у різних боях і розвідувальних діях проти японців, у тому числі разом із британською армією в Індії та разом із Сполученими Штатами в проекті «Орел». На піку свого розвитку група досягла лише кількох сотень співробітників і стикалася з постійними проблемами фінансування, внутрішніми чварами та труднощами з досягненням визнання з боку світових держав.
Її комендантом був генерал Джи Чон Чон, а начальником штабу генерал Лі Пом Сок, майбутній перший прем'єр-міністр Південної Кореї.

## Фон
Після Японо-Корейського договору 1910 року Корейський півострів був офіційно анексований Японською імперією. Після жорстокого придушення японською владою руху за незалежність 1 березня 1919 року тисячі корейців покинули півострів. Кілька видатних корейців зібралися в Шанхаї, Республіка Китай, де вони заснували уряд у вигнанні: Корейський тимчасовий уряд (КТУ). Однак це була не єдина корейська організація, що бореться за незалежність; сформувалися численні інші, які часто відрізнялися ідеологією та місцем розташування.
КТУ продовжував проводити різні антияпонські дії, включаючи майже успішну спробу вбивства імператора Японії Хірохіто. Після того, як член КТУ Юн Бонг Гіл підірвав бомбу в шанхайському парку Гонгкоу, яка вбила кількох японських військових і колоніальних урядовців, японський уряд переслідував КТУ по всьому Китаю. Більшість із них зрештою опинилися в Нанкіні, де Гоміньдан запропонував їм фінансову підтримку та захист від японців.

### Попередник Корейської визвольної армії
КТУ фактично хотів створити армію з 1919 року. Він докладав різноманітних зусиль для координації з різними корейськими партизанськими військовими групами в Маньчжурії, але для цього не вистачало коштів і людей.
У липні 1932 року Кім Гу попросив зустрітися з Чан Кайші, лідером Гоміньдану. Одним із головних запитів Кіма на зустрічі була допомога та фінансування у створенні школи підготовки кавалерії для численних корейців у Маньчжурії. Чан погодився зустрітися з Кімом, але скептично поставився до життєздатності кавалерійської школи. Зрештою вони зустрілися в травні 1933 року, і Чан дав дозвіл Кіму навчати бійців опору в Лоянському відділенні Військової академії Республіки Китай.
Таким чином, Кім навчав 92 студентів у 17-му армійському курсі підготовки офіцерів 4-го батальйону (кор.: хангиль: 제2총대 제4대대 육군군관훈련반 제17대), близько 30 км на північ від Лояна. Клас Кіма був названий і представлений так, ніби це був ще один загальнокитайський клас (попередні 16 класів закінчували лише китайські студенти), щоб уникнути виявлення японцями. Навчання охоплювало такі теми, як тактика, зброя, політика, спілкування, фізкультура, верхова їзда та стрільба. Добровольці тренувалися з великою терміновістю, оскільки переважало відчуття, що другий китайсько-японський конфлікт і/або світова війна спалахне протягом одного-двох років.
Партія незалежності Кореї з 1930 року (на відміну від партії Кіма) особливу увагу приділялп формуванню збройних сил (кор.: хангиль: 한국독립군, ханча: 韓國獨立軍, букв. «Корейська визвольна армія»). Ці бійці виступали на боці китайських військ під час японського вторгнення в Маньчжурію. Серед них були присутні 20 студентів Школи революційних військових і політичних офіцерів Чосону (кор.: хангиль: 조선혁명군사정치간부학교, ханча: 朝鮮革命軍事政治幹部學校) у Нанкіні.
9 квітня 1935 року школа припинила роботу, пропрацювавши лише рік. З початкових 92 студентів навчання закінчили 62. Школа була закрита з різних причин, включаючи внутрішні конфлікти між лівими та правими членами, переговори 21 січня 1935 року між Гоміньданом і японським урядом. Більшість бійців, які пройшли тут підготовку, згодом приєдналися до КВА.

### Друга японо-китайська війна
На початку липня 1937 року нарешті почався очікуваний конфлікт між китайцями та японцями. КТУ розробив план швидко зібрати армію, щоб приєднатися до китайців у боротьбі з японцями, але вони відмовилися від цього протягом кількох місяців, втікаючи через країну разом із Гоміньданом. Зрештою вони опинилися в Чунціні приблизно в 1939 році.

## Історія

### Заснування
11 листопада 1939 року КТУ оголосив план створення армії, розроблений Джо Со Ангом. Як і їхня невдала пропозиція в 1938 році, вона була надзвичайно амбітною, вимагаючи 110 000 членів партії, 1 200 офіцерів, 100 000 солдатів і 350 000 партизанів, зібраних через чотири роки, тобто 541 200 осіб у шести країнах. Проєкт мав астрономічну ціну в 70,18 мільйона юанів. Навпаки, загальний бюджет КТУ у 1939 році становив 29 123 юаня. Сон Саїл, журналіст, корейський історик і колишній політик, описав план як «дико далекий від реальності», і назвав Джо і Державну раду, яка схвалила план, «безнадійними утопістами». Коли Кім взяв на себе кермо створення армії, він застосував більш реалістичний підхід.
11 квітня 1940 року Чан схвалив пропозицію Кіма щодо створення армії КТУ, хоча фінансування надавалося лише в залежності від нагальних потреб. Однак між Гоміньданом і Кімом виникли розбіжності, оскільки Чан хотів, щоб армія була підпорядкована армії Гоміньдану, а Кім хотів більшої незалежності, щоб встановити довіру до армії та легітимність. Гоміньдан вийшов з угоди, відмовившись надати фінансування. Кім Чен Чен Ин все одно просунувся вперед зі створенням армії.

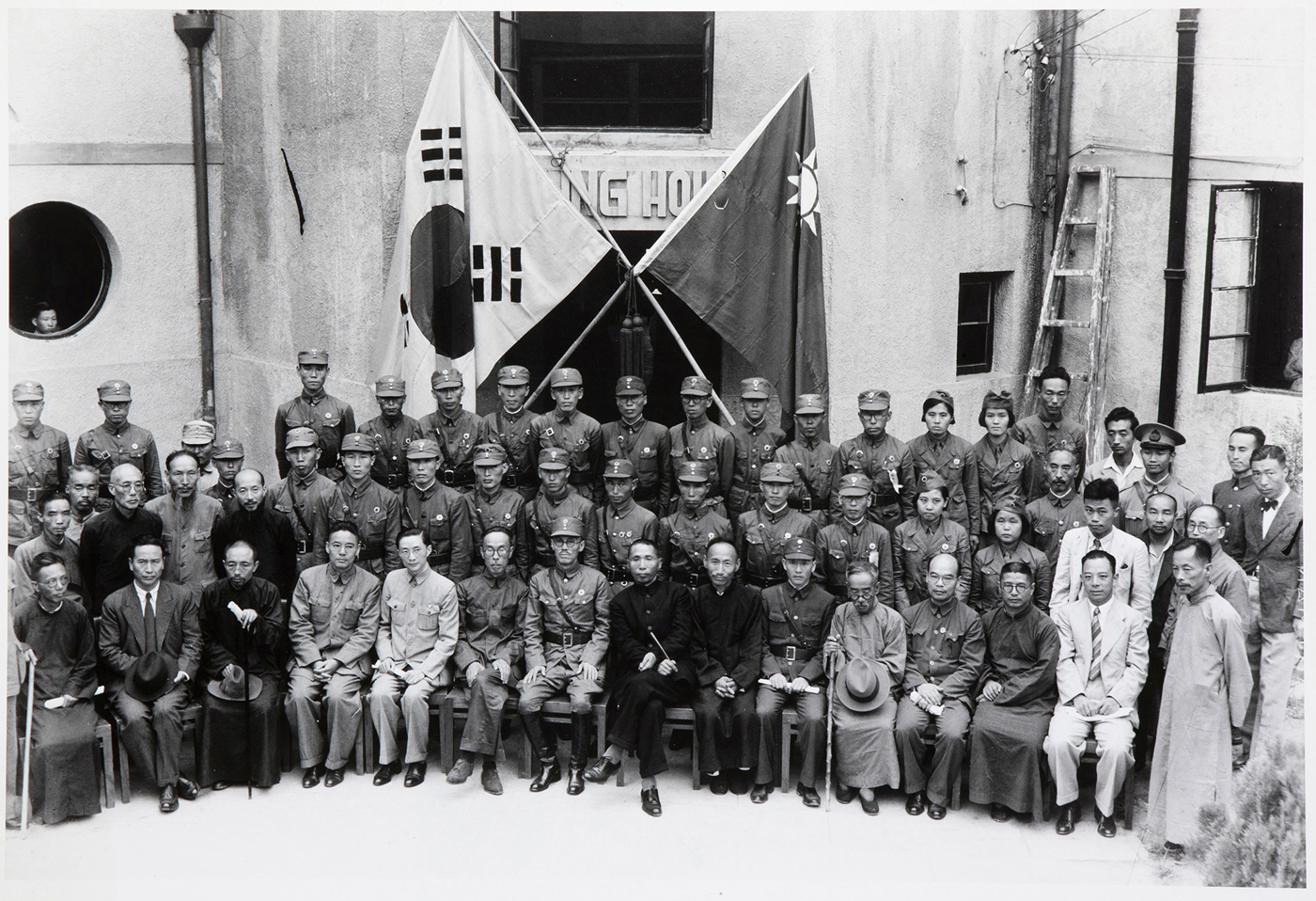
Урочисте відкриття Корейської визвольної армії (17 вересня 1940 р.)

17 вересня 1940 року було оголошено про офіційне створення Корейської визвольної армії (КВА). Його командиром мав стати генерал Джи Чон Чон. Було проведено грандіозну церемонію в тодішньому розкішному готелі Цзялін (кит.: 嘉陵賓館), щоб створити довіру до армії та репутацію. Вона була проведена рано вранці, о 6 ранку, щоб уникнути нальоту японської авіації. На заході були присутні понад 200 осіб, у тому числі іноземні посли та представники Гоміньдану.
КВА стала центром згуртування для корейсько-американської спільноти, і пожертвувань стало більше. Газета «Сінхан Мінбо», що базується в Сан-Франциско, регулярно та помітно повідомляла про діяльність КВА. Багато хто в КВА був непохитно переконаний, що близько 30 мільйонів корейців на півострові зрештою повстануть проти японців і підтримають справу КВА.
12 листопада КВА оголосила про свій намір перейти від партизанської війни до звичайних боїв. Приблизно в цей час вони також перенесли свою штаб-квартиру в Сіань. Там вони почали проводити таємні операції, вербувати молодь і видавати бюлетені китайською та корейською мовами. До 1 січня 1941 року вони створили п'ять дивізій, лише в п'ятій дивізії було понад 100 осіб.

### Труднощі з отриманням підтримки Гоміньдану та США
Протягом більшої частини своєї історії КВА мала напружені стосунки з Гоміньданом через розбіжності щодо повноважень і фінансування. Гоміньдан кілька місяців відкладав офіційне визнання КВА і надання підтримки ще довше. КВА швидко зростала, оскільки сотні корейців з усього Китаю стікалися, щоб приєднатися, але солдати сиділи без діла та не мали достатньо фінансування. У лютому 1941 року Гоміньдан навіть наказав своїм збройним силам заблокувати або обмежити діяльність КВА. Проте приблизно в березні вони почали пом'якшуватись і 28 травня 1941 року офіційно визнали КВА. Положення про діяльність Корейської визвольної армії, нав'язане Гоміньданом КТУ у 1941 році, поставило КВА під верховну владу головнокомандувача китайської армії. Але допомога надходила повільно. Однією з причин цієї затримки було втручання Кім Вон Бона, оскільки він, природно, розглядав КВА як конкуренцію, особливо через те, що Добровольча армія підпорядковувалася Гоміньдану, а КВА була більш політично пов'язана з Гоміньданом. Іншою причиною було занепокоєння міжнародним тиском, зокрема з боку Сполучених Штатів і Радянського Союзу, через утворення КВА.
Уряд США вагався щодо затвердження не лише КВА, а й КТУ. Кім надіслав кілька листів президенту Франкліну Делано Рузвельту з проханням налагодити офіційні стосунки між КТУ і США, у тому числі один, надісланий через сина президента Рузвельта, Джеймса Рузвельта, який відвідав Чунцін у липні. Але всі вони були проігноровані. Особливо після атаки на Перл-Харбор у грудні 1941 року багато в уряді США були готові підтримати незалежність Кореї, але були обережні через те, як це могло вплинути на війну на Тихому океані, як це могло змусити інші рухи за незалежність вимагати підтримки США, а також тому, що внутрішньополітичного розколу серед корейців. Крім того, приблизно в грудні 1941 року КТУ оголосила війну Японії.
10 квітня 1942 року Гоміньдан повідомив США, що він бажає визнати виключно КТУ, і запитав, чи США теж визнають його. Однак на початку травня США відхилили цей запит. У результаті Гоміньдан також відмовився від визнання.

### Злиття з Корейською добровольчою армією
На початку 1942 року Кіму стало відомо, що Гоміньдан веде приватні переговори з лівим суперником Кіма Кім Вон Бонгом про поглинання двох десятків офіцерів Корейської добровольчої армії (кор.: хангиль: 조선의용대, ханча: 朝鮮義勇隊) в Чунціні в КВА. Кім Вон Бонг поступився цим за умови, що він стане заступником командувача (кор.: хангиль: 부사령), посада, якої ще не існувало в КВА.
13 травня КТУ поступилася і схвалила злиття. Таким чином, Корейська добровольча армія була поглинена КВА. Це рішення викликало незадоволення обох сторін. Кім в кількох листах протестував до Гоміньдана, наполягаючи на тому, щоб вони уникали прямого втручання у справи КВА. Повідомляється, що Кім Вон Бон плакав і пив всю ніч 15 травня і відкладав вступ на свою посаду до 5 грудня. Відносини Кім Вон Бона з КТУ залишалися напруженими, навіть коли його обрали головою Збройних сил 11 квітня 1944 року. Ця позиція була помітно послаблена, і він продовжував бути виключеним іншими способами.
Прагнучи отримати більший контроль над КВА, Гоміньдан швидко почав скорочувати фінансування та розміщувати багатьох китайських офіцерів на вакантних адміністративних посадах КВА. Це фактично унеможливило будь-яку значну військову діяльність.
На прохання британської армії КВА відправила війська воювати разом із британсько-індійською армією на театрі Другої світової війни в Південно-Східній Азії, оскільки їм потрібні були носії японської мови. 29 серпня 1943 року дев'ять військовослужбовців КВА були відправлені до Калькутти. Головнокомандувач об'єднаних збройних сил Південно-Східної Азії Луїс Маунтбаттен попросив більше військ, тому Гоміньдан неохоче організував відправку ще 16 військовослужбовців КВА, але це було відкладено. Солдати були розміщені на околицях Бірми та Індії (особливо у битві при Імфалі під час Бірманської кампанії).

### Проєкт «Орел»
Нарешті, 1 травня 1945 року, після кількох місяців переговорів, КТУ отримала повний контроль над КВА відповідно до угоди з Гоміньданом під назвою «Заходи щодо допомоги Корейській визвольній армії» (кор.: хангиль: 원조한국광복군판법, ханча: 援助韓國光復軍辦法). В угоді також було зазначено, що Гоміньдан фінансуватиме операції КВА шляхом надання позик. Це фактично дозволило КВА вільніше співпрацювати з іншими країнами-союзниками.
Починаючи з кінця 1944 року, офіційні особи КВА почали обговорювати співпрацю з агентами Управління стратегічних служб США (OSS). Хоча панували настрої, що союзники виграють війну, вони очікували, що війна з Японією триватиме принаймні ще цілий рік і, можливо, включатиме вторгнення до Кореї та материкової Японії. Таким чином, КВА прагнула запропонувати свої послуги OSS в обмін на покращення статусу КТУ після війни.
У вересні 1944 року Лі Бом Сок, тодішній начальник штабу ОАК, зустрівся з полковником Джозефом Дікі зі Служби військової розвідки США в Чунціні. Потім Лі зустрівся з капітаном агента OSS Клайдом Бейлі Сарджентом, який вільно володів китайською мовою та колишнім професором університету Ченду. Потім Сарджент запропонував голові OSS генералу Вільяму Джозефу Доновану співпрацювати з OSS з КВА. У жовтні 1944 р. було досягнуто домовленості про співпрацю.
24 лютого OSS завершив планування проекту Орел (кор.: хангиль: 독수리작전), і 13 березня він був схвалений військовим штабом США.

### Кінець Другої світової війни
ОАК готувалася до проекту «Орел» і планувала відправитися до Кореї 20 серпня під командуванням генерала Лі.
Однак несподіваний атомний бомбардування Хіросіми та Нагасакі перервав просування місії. Декларація Японії про намір капітулювати 15 серпня призвела до хаосу на Корейському півострові, і Радянський Союз продовжив свій наступ. Червона армія швидко перемогла японські сили та завоювала північ Корейського півострова, але США висадилися на півдні та прийняли формальну капітуляцію японських військ на півдні, що означало поділ Корейського півострова на фактичні сфери впливу між Корейським півостровом між американцями і совєтами. Незалежність Кореї була підтверджена в Сан-Франциському договорі. Коли японське колоніальне панування над Кореєю закінчилося, в червні 1946 року КВА розпустили.

## Повоєнний
Члени КВА повернулися до Кореї наприкінці 1945 і 1946 років. Багато його членів, включаючи генералів Джі та Лі, стали частиною південнокорейського уряду, а генерал Кім сприяв північнокорейському режиму Кім Ір Сена, який сам стверджував, що був командиром КВА.
У Південній Кореї протягом багатьох років триває рух за перенесення Дня національних збройних сил з 1 жовтня на 17 вересня на честь заснування Корейської визвольної армії в 1941 році.

## Армійські звання
|                        |                |             |             |               |               |                  |                  |                 |                 |                 |                 |              |              |           |           |           |           |           |           |  |  |  |  |  |  |  |  |  |  |  |  |  |  |  |  |  |
|                        |                |             |             |               |               |                  |                  |                 |                 |                 |                 |              |              |           |           |           |           |           |           |  |  |  |  |  |  |  |  |  |  |  |  |  |  |  |  |  |
|                        |                |             |             |               |               |                  |                  |                 |                 |                 |                 |              |              |           |           |           |           |           |           |  |  |  |  |  |  |  |  |  |  |  |  |  |  |  |  |  |
|                        |                |             |             |               |               |                  |                  |                 |                 |                 |                 |              |              |           |           |           |           |           |           |  |  |  |  |  |  |  |  |  |  |  |  |  |  |  |  |  |
|                        |                |             |             |               |               |                  |                  |                 |                 |                 |                 |              |              |           |           |           |           |           |           |  |  |  |  |  |  |  |  |  |  |  |  |  |  |  |  |  |
|                        |                |             |             |               |               |                  |                  |                 |                 |                 |                 |              |              |           |           |           |           |           |           |  |  |  |  |  |  |  |  |  |  |  |  |  |  |  |  |  |
| Korean Liberation Army |                |             |             |               |               |                  |                  |                 |                 |                 |                 |              |              |           |           |           |           |           |           |  |  |  |  |  |  |  |  |  |  |  |  |  |  |  |  |  |
| 정장 Jeongjang         | 정장 Jeongjang | 부장 Bujang | 부장 Bujang | 참장 Chamjang | 참장 Chamjang | 정령 Jeonglyeong | 정령 Jeonglyeong | 중령 Junglyeong | 중령 Junglyeong | 참령 Chamlyeong | 참령 Chamlyeong | 정위 Jeongwi | 정위 Jeongwi | 부위 Buwi | 부위 Buwi | 부위 Buwi | 부사 Busa | 부사 Busa | 부사 Busa |  |  |  |  |  |  |  |  |  |  |  |  |  |  |  |  |  |

|                     | Warrant officer |
| ------------------- | --------------- |
|                     |                 |
|                     |                 |
|                     |                 |
|                     |                 |
|                     |                 |
|                     |                 |
| Insignia            |                 |
|                     |                 |
|                     |                 |
|                     |                 |
|                     |                 |
|                     |                 |
|                     |                 |
| Korean              | 준위 Junwi      |
| English translation | Warrant Officer |

| Korean Liberation Army |                       |                       |                       |                       |                       |             |             |             |             |           |           |           |           |           |           |                        |                        |                        |                        |                      |                      |                     |                     |                     |                     |                     |                     |
| 특무상사 Teugmusangsa  | 특무상사 Teugmusangsa | 특무상사 Teugmusangsa | 특무상사 Teugmusangsa | 특무상사 Teugmusangsa | 특무상사 Teugmusangsa | 상사 Sangsa | 상사 Sangsa | 중사 Jungsa | 중사 Jungsa | 하사 Hasa | 하사 Hasa | 하사 Hasa | 하사 Hasa | 하사 Hasa | 하사 Hasa | 상등병 Sangdeungbyeong | 상등병 Sangdeungbyeong | 상등병 Sangdeungbyeong | 상등병 Sangdeungbyeong | 일등병 Ildeungbyeong | 일등병 Ildeungbyeong | 이등병 Ideungbyeong | 이등병 Ideungbyeong | 이등병 Ideungbyeong | 이등병 Ideungbyeong | 이등병 Ideungbyeong | 이등병 Ideungbyeong |

## Галерея

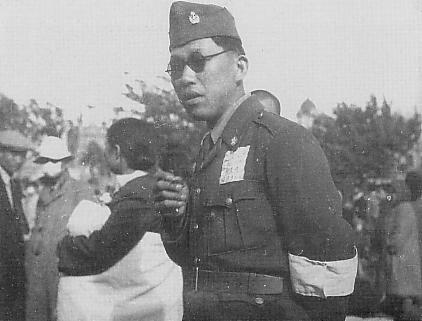
Солдат КВА
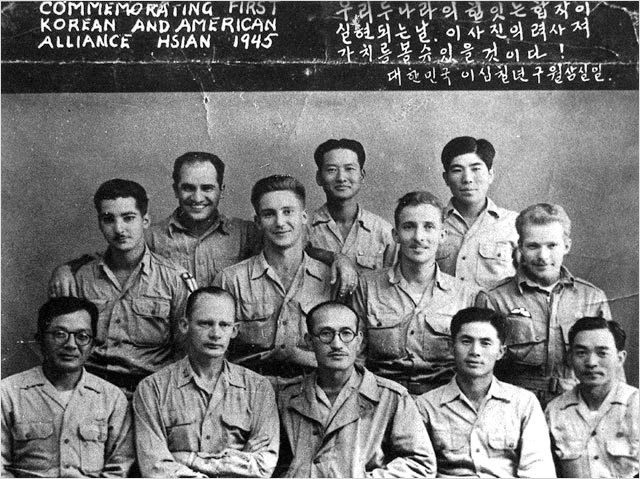
Лі Пом Сок з Корейською визвольною армією та агентами Управління стратегічних служб.